# Ungvári Károly
Ungvári Károly (Zaláta, 1924. március 10. – Kaposvár, 2000. március 3.) - Festőművész, grafikus, szobrász.

## Életpályája
Ungvári Károly 1924. március 10-én született a Baranya megyei Zalátán. Szülei Brassóból települtek át Magyarországra. Három testvére volt, Szülei válását követően egy módos gazdához került, falura. Mivel már ebben az időben is sokat rajzolt és festegetett, tanárai felfigyeltek a tehetséges fiúra. 
Katonaként részt vett a  Második világháború harcaiban, majd hadifogságba került. 1946-ban, hazatérve a megyei kórházban dolgozott gépkocsivezetőként, közben munkája mellett tanult és alkotott. 
Művészi pályáját faszobrászként kezdte, tanulmányait különböző szabadiskolákban végezte: Balázs János műtermében dolgozott, mesterei Gerő Kázmér és Ruisz György voltak. Bernáth Aurél műtermében nagy segítséget kapott a művészi fejlődéséhez. 1963-ban vették fel a Képzőművészeti Alaphoz, ez idő után rendszeresen állították ki képeit.
1971–ben egészségi állapota miatt leszázalékolták, ezután minden idejét a művészetnek szentelte. 1991-től tagja a Kapos Art képzőművészeti csoportnak, ez időtől váltak lehetővé számára a külföldi kiállítások is. A hazai kiállításokon 1952 óta szerepel grafikáival, festményeivel. Művei a kaposvári Rippl-Rónai József Múzeumban láthatók.
2000. március 3-án érte a halál. Síremléke a kaposvári Keleti temetőben áll, alkotója barátja, a kortárs művész Kling József volt.